# Nicolae Titulescu
Nicolae Titulescu (4. března 1882 Craiova – 17. března 1941 Cannes) byl rumunský politik a diplomat.
Vystudoval občanské právo na Pařížské univerzitě. Po návratu do Rumunska učil na univerzitě v Jasech, kde získal funkci děkana právnické fakulty. V roce 1912 byl zvolen poslancem za Konzervativně-demokratickou stranu a v letech 1917 až 1918 vedl ministerstvo financí. Po první světové válce byl vůdčím představitelem Rumunského národního výboru, který prosazoval nárok Rumunska na Sedmihradsko. Podílel se na uzavření Trianonské smlouvy a na založení Společnosti národů. V letech 1922 až 1927 byl rumunským velvyslancem v Londýně, pak se stal ministrem zahraničí. V letech 1930 až 1931 předsedal Valnému shromáždění Společnosti národů. V roce 1934 byl opět jmenován ministrem zahraničí, o rok později byl přijat do Rumunské akademie. V srpnu 1936 ho král Karel II. Rumunský po nátlaku krajní pravice sesadil a vykázal ze země, Titulescu zemřel v roce 1941 ve francouzském exilu.
Byl liberálem a anglofilem, zastáncem versailleského systému založeného na kolektivní bezpečnosti a hospodářské spolupráci, odmítal násilné změny hranic. Patřil k iniciátorům Malé dohody mezi Rumunskem, Jugoslávií a ČSR i Balkánské dohody mezi Rumunskem, Jugoslávií, Řeckem a Tureckem. V domácí politice prosazoval pozemkovou reformu, lepší sociální zabezpečení a všeobecné volební právo. Ion I. C. Brătianu navrhl po smrti krále Ferdinanda přeměnu Rumunska v republiku s Titulescem jako prezidentem. Na půdě Společnosti národů Titulescu vystupoval proti italské invazi do Habeše a podporoval Azañovu vládu ve španělské občanské válce.
Je po něm pojmenována vesnice Nicolae Titulescu v župě Olt, kde žil v dětství.